# Dosso (región)
La región de Dosso es una de las siete divisiones administrativas de primer nivel de Níger. Su capital es Dosso. Su territorio ocupa una superficie de 31 002 km².
En 2012 tenía 2 037 713 habitantes.

## Localización
Se ubica en el suroeste del país y tiene los siguientes límites:
| Noroeste: Región de Tillabéri            | Norte: Región de Tillabéri          | Noreste: Región de Tahoua         |
| Oeste: Región de Tillabéri               |                                     | Este: Estado de Sokoto, Nigeria   |
| Suroeste: Departamento de Alibori, Benín | Sur: Departamento de Alibori, Benín | Sureste: Estado de Kebbi, Nigeria |

## División administrativa
Luego de la reforma territorial de 2011, Tillabéri está dividido en los siguientes ocho departamentos:
- Departamento de Boboye (capital: Birni N'Gaouré)
- Departamento de Dioundiou (capital: Dioundiou)
- Departamento de Dogondoutchi (capital: Dogondoutchi)
- Departamento de Dosso (capital: Dosso)
- Departamento de Falmey (capital: Falmey)
- Departamento de Gaya (capital: Gaya)
- Departamento de Loga (capital: Loga)
- Departamento de Tibiri (capital: Tibiri)